# Tréguidel
Tréguidel (en bretó Tregedel) és un municipi francès, situat a la regió de Bretanya, al departament de Costes del Nord. L'any 2007 tenia 620 habitants.

## Demografia
| 1962                                       | 1968 | 1975 | 1982 | 1990 | 1999 |
| ------------------------------------------ | ---- | ---- | ---- | ---- | ---- |
| 425                                        | 475  | 418  | 402  | 500  | 540  |
| Des de 1962: població sense dobles comptes |      |      |      |      |      |

## Administració
| Període | Identitat     | Partit |
| ------- | ------------- | ------ |
| 2001-   | Daniel Barret |        |